# 绿芒果蜂鸟
绿芒果蜂鸟（学名：Anthracothorax viridis），是雨燕目蜂鸟科的一种鸟类。
绿芒果蜂鸟体重约6.6克，翼长约62.8毫米，嘴峰长约26.2毫米，喙宽度约2.2毫米，喙厚度约2.1毫米，跗蹠长约5.2毫米，尾长约37毫米。绿芒果蜂鸟在其分布区内为留鸟，其栖息在密集的高大树木组成的森林中，食性为草食性，主要食物来源是植物的花蜜。
绿芒果蜂鸟是波多黎各特有物种。该物种是单型物种，没有亚种分化。